# João II van Lemba
João II Nzuzi a Ntamba was heerser van Lemba en een van de belangrijkste Kinlaza-pretendenten naast de koning van Kibangu, voor de troon van het Koninkrijk Kongo tijdens de Kongolese burgeroorlog. Hij regeerde over Lemba van 1680 tot 1716.

## Levensloop
Na de moord op Pedro III door de koning van Mbamba Lovata, Manuel de Nóbrega, volgde João hem op als jongere broer. Eenmaal aan de macht probeerde hij voortdurend om ook Kibangu, het andere Kinlaza-bolwerk, onder zijn gezag te brengen, maar dit lukte nooit.
Toen de aanhangers van de Antonianistische religieuze sekte verslagen waren in de Slag bij São Salvador, vluchtten ze naar Lemba en probeerden João's steun te winnen. Omdat Pedro IV zich net opnieuw tot koning van Kongo had uitgeroepen door São Salvador te veroveren, weigerde João hem te erkennen en bleef hij aanspraak maken op het koninkrijk. Dit leidde tot de Slag bij Mbula op 4 oktober 1709, die eindigde in een overwinning voor Pedro. João trok zich terug naar Lemba, waardoor Pedro de facto Mwene Kongo werd, hoewel João zijn aanspraak nooit opgaf tot zijn dood in 1716, waarna Lemba weer bij Kongo werd gevoegd.